# مجلس شؤون بر الصين الرئيسي
مجلس شؤون البر الرئيسي (MAC) هو هيئة إدارية على مستوى مجلس الوزراء تابعة للمجلس التنفيذي لجمهورية الصين (تايوان). يتولى المجلس مسؤولية تخطيط وتطوير وتنفيذ سياسة العلاقات عبر المضيق التي تستهدف البر الرئيسي للصين وهونغ كونغ وماكاو.